# كريس وايت (مغني)
كريس وايت (بالإنجليزية: Chris White)‏ هو عازف قيثارة ومغني وكاتب أغاني ومنتج أسطوانات بريطاني، ولد في 7 مارس 1943 في Chipping Barnet ‏ في المملكة المتحدة.

## وصلات خارجية
- كريس وايت على موقع IMDb (الإنجليزية)
- كريس وايت على موقع ميوزك برينز (الإنجليزية)
- كريس وايت على موقع أول ميوزيك (الإنجليزية)
- كريس وايت على موقع ديسكوغز (الإنجليزية)
- كريس وايت على موقع كينوبويسك (الروسية)